# German Football League 2012
Die German Football League 2012 war die 34. Saison der German Football League (GFL), der höchsten Spielklasse des American Football in Deutschland.
Die reguläre Saison begann am 28. April 2012 und endete am 16. September 2012. Im Zeitraum zwischen dem 22. September und dem 13. Oktober schlossen sich die Play-offs an, die mit dem Endspiel um den German Bowl XXXIV endeten. In diesem standen sich die Schwäbisch Hall Unicorns und die Kiel Baltic Hurricanes gegenüber. Die Unicorns konnten die Hurricanes mit 56:53 bezwingen und sicherten sich damit ihren zweiten Meistertitel.

## Modus
In der Saison 2012 spielten erstmals 16 Mannschaften in der GFL, die gleichmäßig in zwei Gruppen (Nord und Süd) aufgeteilt waren. Es war die erste Saison der höchsten Spielklasse mit mehr als 14 Mannschaften seit der Umbenennung der Bundesliga in GFL in den 90er Jahren. Damit erfolgte die Umsetzung der zweiten Stufe der im Oktober 2010 beschlossenen Liga-Aufstockung. Durch die Erweiterung fielen die bisherigen Interconference-Spiele zwischen den Gruppen weg, so dass erst in den Play-offs Mannschaften aus Nord und Süd aufeinandertrafen. Erst 2023 sollte es wieder Interconference-Spiele geben.
Jede der Gruppen trägt ein Rundenturnier aus, bei dem je zwei Mannschaften zweimal aufeinandertreffen, wobei jedes Team einmal Heimrecht genießt. Nach jeder Partie erhält die siegreiche Mannschaft zwei und die besiegte null Punkte. Bei einem Unentschieden erhält jede Mannschaft einen Punkt. Die Punkte des Gegners werden als Minuspunkte gerechnet. Nach Beendigung des Rundenturniers wird eine Rangliste ermittelt, bei der zunächst die Anzahl der erzielten Punkte entscheidend ist. Bei Punktgleichheit entscheidet der direkte Vergleich.
Nach den Rundenturnieren kämpfen die jeweils besten vier Mannschaften in einer Play-off-Runde um die deutsche Meisterschaft. Das jeweils letzte Team der Nord- bzw. Süd-Staffel kämpft in einer Relegation um den Klassenerhalt.
In den Play-offs um die Meisterschaft wird über Kreuz gespielt. Das heißt, der Gruppenerste spielt gegen den Vierten der anderen Gruppe in einem Viertelfinale. Entsprechend spielt der Gruppenzweite gegen den Dritten der anderen Gruppe. Hierbei genießen die Gruppenersten und -zweiten jeweils Heimrecht. Die siegreichen Teams treten in Halbfinals so gegeneinander an, dass der Sieger aus Gruppe A oder der Vierte aus Gruppe B auf den Zweiten aus Gruppe B oder den Dritten aus Gruppe A trifft. Das im Rundenturnier besser platzierte Team genießt jeweils Heimrecht. Die beiden Sieger der Halbfinals treten im German Bowl XXXIV im Berliner Friedrich-Ludwig-Jahn-Sportpark gegeneinander an.
In der Relegation spielt der Gruppenletzte der GFL Nord gegen den Meister der GFL 2 Nord in einem Hin- und Rückspiel, wobei jedes Team einmal Heimrecht genießt. Der Sieger aus diesen beiden Spielen qualifiziert sich für die GFL, der Verlierer tritt in der Folgesaison in der GFL 2 Nord an. Entsprechendes gilt für die GFL Süd.

## Teams
GFL Gruppe Nord:
- Berlin Adler
- Berlin Rebels (Aufsteiger aus der GFL 2 Nord)
- Dresden Monarchs
- Düsseldorf Panther
- HSV Hamburg Blue Devils (Aufsteiger aus der GFL 2 Nord)
- Kiel Baltic Hurricanes (Meister der GFL Nord 2011)
- Lübeck Cougars (Nachrücker aus der GFL2 Nord)
- New Yorker Lions

GFL Gruppe Süd:
- Franken Knights (Aufsteiger aus der GFL 2 Süd)
- Marburg Mercenaries
- Munich Cowboys
- Rhein-Neckar Bandits (Aufsteiger aus der GFL 2 Süd)
- Saarland Hurricanes
- Schwäbisch Hall Unicorns (Meister der GFL Süd 2011 und Sieger des German Bowl XXXIII)
- Stuttgart Scorpions
- Wiesbaden Phantoms

Die GFL 2 startete am 19./20. Mai 2012 und endete mit dem letzten regulären Spieltag am 8./9. September 2012. Die Relegationsspiele fanden am 22./23. September 2012 und 6./7. Oktober 2012 statt.
In der Saison 2012 starteten der Deutsche Meister Schwäbisch Hall Unicorns und Vorjahres-Finalist Berlin Adler in der European Football League (EFL). Vizemeister Kiel Baltic Hurricanes hatte eine Startoption. Im EFAF Cup 2012 nahmen die New Yorker Lions als einzige deutsche Mannschaft teil.

## Saisonverlauf
Das erste Saisonspiel fand am 28. April zwischen den Lübeck Cougars und den Dresden Monarchs statt. Zwei Wochen später startete auch die GFL Süd. Hierbei startete der deutsche Meister aus Schwäbisch Hall, der in der Vorsaison noch alle Spiele gewinnen konnten, im rein schwäbischen Duell in Stuttgart mit einer Niederlage.
Am ersten Wochenende im Juni ereignete sich ein Novum in der Geschichte der GFL, nämlich der erste Spieltag, an dem acht Begegnungen ausgetragen wurden.

### Gruppe Nord

#### Spiele
- 28. April
  - Lübeck Cougars – Dresden Monarchs 13:23

- 5. / 6. Mai
  - Kiel Baltic Hurricanes – Düsseldorf Panther 49:21
  - Berlin Rebels – Berlin Adler 16:17

- 12. / 13. Mai
  - Düsseldorf Panther – Dresden Monarchs 40:14
  - HSV Hamburg Blue Devils – New Yorker Lions 14:17
  - Berlin Adler – Lübeck Cougars 27:10

- 19. Mai
  - Berlin Rebels – Kiel Baltic Hurricanes 10:30
  - New Yorker Lions – Berlin Adler 7:21
  - Düsseldorf Panther – HSV Hamburg Blue Devils 65:37

- 26. / 27. Mai
  - Lübeck Cougars – New Yorker Lions 27:24
  - HSV Hamburg Blue Devils – Düsseldorf Panther 26:63
  - Kiel Baltic Hurricanes – Berlin Rebels 28:23

- 2. / 3. Juni
  - Dresden Monarchs – Düsseldorf Panther 34:10
  - Berlin Adler – HSV Hamburg Blue Devils 27:10
  - Kiel Baltic Hurricanes – New Yorker Lions 59:20
  - Berlin Rebels – Lübeck Cougars 38:7

- 9. / 10. Juni
  - Dresden Monarchs – Kiel Baltic Hurricanes 17:28
  - HSV Hamburg Blue Devils – Berlin Adler 21:42
  - New Yorker Lions – Lübeck Cougars 51:17

- 16. / 17. Juni
  - Kiel Baltic Hurricanes – Dresden Monarchs 42:16
  - Berlin Rebels – HSV Hamburg Blue Devils 39:0
  - Düsseldorf Panther – New Yorker Lions 41:20

- 23. / 24. Juni
  - Dresden Monarchs – Berlin Rebels 28:27
  - New Yorker Lions – HSV Hamburg Blue Devils 38:36
  - Berlin Adler – Kiel Baltic Hurricanes 21:42

- 30. Juni
  - New Yorker Lions – Dresden Monarchs 28:35
  - Düsseldorf Panther – Kiel Baltic Hurricanes 44:43

- 7. Juli
  - Dresden Monarchs – New Yorker Lions 51:21
  - Lübeck Cougars – HSV Hamburg Blue Devils 17:29
  - Düsseldorf Panther – Berlin Adler 30:31

- 21. Juli
  - Lübeck Cougars – Berlin Rebels 7:42

- 28. / 29. Juli
  - Düsseldorf Panther – Lübeck Cougars 29:29
  - HSV Hamburg Blue Devils – Berlin Rebels 7:33
  - Kiel Baltic Hurricanes – Berlin Adler 41:27

- 4. August
  - Dresden Monarchs – Berlin Adler 21:39
  - Lübeck Cougars – Düsseldorf Panther 27:51
  - HSV Hamburg Blue Devils – Kiel Baltic Hurricanes 0:49

- 11. / 12. August
  - Dresden Monarchs – Lübeck Cougars 70:14
  - Berlin Adler – New Yorker Lions 38:28
  - Berlin Rebels – Düsseldorf Panther 27:13
  - Kiel Baltic Hurricanes – HSV Hamburg Blue Devils 41:19

- 18. August
  - Lübeck Cougars – Kiel Baltic Hurricanes 7:41
  - Berlin Adler – Berlin Rebels 17:13
  - New Yorker Lions – Düsseldorf Panther 45:52
  - HSV Hamburg Blue Devils – Dresden Monarchs 6:56

- 25. / 26. August
  - Berlin Adler – Düsseldorf Panther 42:21
  - Berlin Rebels – Dresden Monarchs 10:20
  - Kiel Baltic Hurricanes – Lübeck Cougars 58:27

- 1. September
  - Berlin Adler – Dresden Monarchs 7:34
  - New Yorker Lions – Kiel Baltic Hurricanes 20:42
  - Düsseldorf Panther – Berlin Rebels 29:29
  - HSV Hamburg Blue Devils – Lübeck Cougars 40:37

- 8. / 9. September
  - Dresden Monarchs – HSV Hamburg Blue Devils 62:12
  - Lübeck Cougars – Berlin Adler 0:56
  - Berlin Rebels – New Yorker Lions 30:31

- 16. September
  - New Yorker Lions – Berlin Rebels 24:34

#### Abschlusstabelle
| Pl. | Team                    | Gesamt      | Heim      | Auswärts  | TD      | Diff. | Punkte |
| --- | ----------------------- | ----------- | --------- | --------- | ------- | ----- | ------ |
| 1   | Kiel Baltic Hurricanes  | 14 (13/0/1) | 7 (7/0/0) | 7 (6/0/1) | 593:272 | +321  | 26:20  |
| 2   | Berlin Adler            | 14 (11/0/3) | 7 (5/0/2) | 7 (6/0/1) | 412:294 | +118  | 22:60  |
| 3   | Dresden Monarchs        | 14 (10/0/4) | 7 (5/0/2) | 7 (5/0/2) | 481:297 | +184  | 20:80  |
| 4   | Düsseldorf Panther      | 14 (7/2/4)  | 7 (4/2/1) | 7 (3/0/4) | 509:453 | 0+56  | 16:12  |
| 5   | Berlin Rebels           | 14 (6/1/7)  | 7 (3/0/4) | 7 (3/1/3) | 371:258 | +113  | 13:15  |
| 6   | New Yorker Lions        | 14 (4/0/10) | 7 (2/0/5) | 7 (2/0/5) | 374:497 | −123  | 08:20  |
| 7   | HSV Hamburg Blue Devils | 14 (2/0/12) | 7 (1/0/6) | 7 (1/0/6) | 257:586 | −329  | 04:24  |
| 8   | Lübeck Cougars          | 14 (1/1/12) | 7 (1/0/6) | 7 (0/1/6) | 239:579 | −340  | 03:25  |

Quelle:
Erläuterungen:  = Qualifikation für die Play-offs;  = Relegation

### Gruppe Süd

#### Spiele
- 12. / 13. Mai
  - Saarland Hurricanes – Franken Knights 33:34
  - Stuttgart Scorpions – Schwäbisch Hall Unicorns 10:6
  - Marburg Mercenaries – Munich Cowboys 41:23

- 19. / 20. Mai
  - Schwäbisch Hall Unicorns – Rhein-Neckar Bandits 54:6
  - Franken Knights – Munich Cowboys 42:39
  - Wiesbaden Phantoms – Saarland Hurricanes 44:45
  - Marburg Mercenaries – Stuttgart Scorpions 36:28

- 26. Mai
  - Saarland Hurricanes – Stuttgart Scorpions 10:10
  - Franken Knights – Rhein-Neckar Bandits 31:35

- 2. Juni
  - Marburg Mercenaries – Franken Knights 45:48
  - Munich Cowboys – Wiesbaden Phantoms 13:26
  - Rhein-Neckar Bandits – Stuttgart Scorpions 21:34
  - Schwäbisch Hall Unicorns – Saarland Hurricanes 57:28

- 9. Juni
  - Franken Knights – Stuttgart Scorpions 16:28
  - Saarland Hurricanes – Munich Cowboys 56:42
  - Wiesbaden Phantoms – Schwäbisch Hall Unicorns 30:53

- 16. Juni
  - Rhein-Neckar Bandits – Marburg Mercenaries 34:27
  - Stuttgart Scorpions –  Munich Cowboys 34:34
  - Wiesbaden Phantoms – Franken Knights 46:49

- 23. / 24. Juni
  - Munich Cowboys – Schwäbisch Hall Unicorns 21:59
  - Franken Knights – Saarland Hurricanes 42:29
  - Marburg Mercenaries – Wiesbaden Phantoms 6:0

- 30. Juni
  - Rhein-Neckar Bandits – Saarland Hurricanes 35:29
  - Wiesbaden Phantoms – Marburg Mercenaries 10:24
  - Schwäbisch Hall Unicorns – Munich Cowboys 48:0
  - Stuttgart Scorpions – Franken Knights 49:13

- 7. Juli
  - Rhein-Neckar Bandits – Wiesbaden Phantoms 28:16
  - Schwäbisch Hall Unicorns – Franken Knights 70:39

- 21. Juli
  - Munich Cowboys – Rhein-Neckar Bandits 22:39
  - Saarland Hurricanes – Marburg Mercenaries 21:28
  - Wiesbaden Phantoms – Stuttgart Scorpions 21:15

- 28. / 29. Juli
  - Munich Cowboys – Saarland Hurricanes 35:7
  - Schwäbisch Hall Unicorns – Wiesbaden Phantoms 55:20
  - Rhein-Neckar Bandits – Franken Knights 62:60
  - Stuttgart Scorpions – Marburg Mercenaries 13:9

- 4. August
  - Schwäbisch Hall Unicorns – Marburg Mercenaries 61:45
  - Saarland Hurricanes – Wiesbaden Phantoms 10:16
  - Stuttgart Scorpions – Rhein-Neckar Bandits 19:37

- 11. / 12. August
  - Munich Cowboys – Stuttgart Scorpions 3:17
  - Franken Knights – Wiesbaden Phantoms 29:22
  - Saarland Hurricanes – Schwäbisch Hall Unicorns 16:42
  - Marburg Mercenaries – Rhein-Neckar Bandits 53:19

- 18. / 19. August
  - Rhein-Neckar Bandits – Munich Cowboys 27:10
  - Stuttgart Scorpions – Saarland Hurricanes 31:28
  - Marburg Mercenaries – Schwäbisch Hall Unicorns 37:48

- 25. August
  - Munich Cowboys – Marburg Mercenaries 13:34
  - Wiesbaden Phantoms – Rhein-Neckar Bandits 17:24
  - Franken Knights – Schwäbisch Hall Unicorns 7:47

- 1. / 2. September
  - Munich Cowboys – Franken Knights 35:21
  - Rhein-Neckar Bandits – Schwäbisch Hall Unicorns 37:27
  - Stuttgart Scorpions – Wiesbaden Phantoms 50:10
  - Marburg Mercenaries – Saarland Hurricanes 49:14

- 8. September
  - Franken Knights – Marburg Mercenaries 7:39
  - Schwäbisch Hall Unicorns – Stuttgart Scorpions 27:6
  - Saarland Hurricanes – Rhein-Neckar Bandits 40:14
  - Wiesbaden Phantoms – Munich Cowboys 22:7

#### Abschlusstabelle
| Pl. | Team                     | Gesamt      | Heim      | Auswärts  | TD      | Diff. | Punkte |
| --- | ------------------------ | ----------- | --------- | --------- | ------- | ----- | ------ |
| 1   | Schwäbisch Hall Unicorns | 14 (12/0/2) | 7 (7/0/0) | 7 (5/0/2) | 654:302 | +352  | 24:40  |
| 2   | Rhein-Neckar Bandits     | 14 (10/0/4) | 7 (6/0/1) | 7 (4/0/3) | 418:439 | 0−21  | 20:80  |
| 3   | Marburg Mercenaries      | 14 (9/0/5)  | 7 (5/0/2) | 7 (4/0/3) | 473:339 | +134  | 18:10  |
| 4   | Stuttgart Scorpions      | 14 (8/2/4)  | 7 (5/1/1) | 7 (3/1/3) | 344:271 | 0+73  | 18:10  |
| 5   | Franken Knights          | 14 (6/0/8)  | 7 (3/0/4) | 7 (3/0/4) | 438:579 | −141  | 12:16  |
| 6   | Wiesbaden Phantoms       | 14 (4/0/10) | 7 (2/0/5) | 7 (2/0/5) | 300:408 | −108  | 08:20  |
| 7   | Saarland Hurricanes      | 14 (3/1/10) | 7 (2/1/4) | 7 (1/0/6) | 366:479 | −113  | 07:21  |
| 8   | Munich Cowboys           | 14 (2/1/11) | 7 (2/0/5) | 7 (0/1/6) | 297:473 | −176  | 05:23  |

Quelle:
Erläuterungen:  = Qualifikation für die Play-offs;  = Relegation

### Relegation

#### Nord
|                                     |                                   |  |              |                           |                |  |                                |
|                                     | Köln 22. September 2012 16:00 Uhr |  | Köln Falcons | \| \| 36 : 42 \| \| \| \| | Lübeck Cougars |  | Ostkampfbahn Referee: Tschurer |
| (15:3, 7:29, 7:7, 7:3) Spielbericht | Köln 22. September 2012 16:00 Uhr |  | Köln Falcons |                           | Lübeck Cougars |  | Ostkampfbahn Referee: Tschurer |
|                                     | 36 : 42                           |  |              |                           |                |  |                                |
|                                     |                                   |  |              |                           |                |  |                                |

|                                    |                                  |  |                |                           |              |  |                                             |
|                                    | Lübeck 6. Oktober 2012 17:30 Uhr |  | Lübeck Cougars | \| \| 10 : 37 \| \| \| \| | Köln Falcons |  | Buniamshof Zuschauer: 1.200 Referee: Rieske |
| (7:7, 3:17, 0:7, 0:6) Spielbericht | Lübeck 6. Oktober 2012 17:30 Uhr |  | Lübeck Cougars |                           | Köln Falcons |  | Buniamshof Zuschauer: 1.200 Referee: Rieske |
|                                    | 10 : 37                          |  |                |                           |              |  |                                             |
|                                    |                                  |  |                |                           |              |  |                                             |

#### Süd
|                                       |                            |  |                |                           |               |  |                               |
|                                       | München 22. September 2012 |  | Munich Cowboys | \| \| 59 : 35 \| \| \| \| | Allgäu Comets |  | Dantestadion Zuschauer: 1.108 |
| (7:0, 7:14, 24:7, 21:14) Spielbericht | München 22. September 2012 |  | Munich Cowboys |                           | Allgäu Comets |  | Dantestadion Zuschauer: 1.108 |
|                                       | 59 : 35                    |  |                |                           |               |  |                               |
|                                       |                            |  |                |                           |               |  |                               |

|                                     |                         |  |               |                           |                |  |                               |
|                                     | Kempten 7. Oktober 2012 |  | Allgäu Comets | \| \| 24 : 33 \| \| \| \| | Munich Cowboys |  | Illerstadion Zuschauer: 1.700 |
| (3:0, 0:20, 0:7, 21:6) Spielbericht | Kempten 7. Oktober 2012 |  | Allgäu Comets |                           | Munich Cowboys |  | Illerstadion Zuschauer: 1.700 |
|                                     | 24 : 33                 |  |               |                           |                |  |                               |
|                                     |                         |  |               |                           |                |  |                               |

### Play-offs
| Viertelfinale 22./23. September 2012 | Viertelfinale 22./23. September 2012 | Viertelfinale 22./23. September 2012 |    |                        | Halbfinale 29./30. September 2012 | Halbfinale 29./30. September 2012 | Halbfinale 29./30. September 2012 |  |  | German Bowl XXXIV 13. Oktober 2012 | German Bowl XXXIV 13. Oktober 2012 | German Bowl XXXIV 13. Oktober 2012 |
|                                      |                                      |                                      |    |                        |                                   |                                   |                                   |  |  |                                    |                                    |                                    |
| 1N                                   | Kiel Baltic Hurricanes               | 70                                   |    |                        |                                   |                                   |                                   |  |  |                                    |                                    |                                    |
| 4S                                   | Stuttgart Scorpions                  | 22                                   |    |                        |                                   |                                   |                                   |  |  |                                    |                                    |                                    |
| 4S                                   | Stuttgart Scorpions                  | 22                                   | 1N | Kiel Baltic Hurricanes | 35                                |                                   |                                   |  |  |                                    |                                    |                                    |
|                                      |                                      |                                      | 1N | Kiel Baltic Hurricanes | 35                                |                                   |                                   |  |  |                                    |                                    |                                    |
|                                      | 3N                                   | Dresden Monarchs                     | 14 |                        |                                   |                                   |                                   |  |  |                                    |                                    |                                    |
| 2S                                   | 3N                                   | Dresden Monarchs                     | 14 | Rhein-Neckar Bandits   | 19                                |                                   |                                   |  |  |                                    |                                    |                                    |
| 2S                                   |                                      |                                      |    | Rhein-Neckar Bandits   | 19                                |                                   |                                   |  |  |                                    |                                    |                                    |
| 3N                                   | Dresden Monarchs                     | 31                                   |    |                        |                                   |                                   |                                   |  |  |                                    |                                    |                                    |
| 3N                                   | Dresden Monarchs                     | 31                                   | 1N | Kiel Baltic Hurricanes | 53                                |                                   |                                   |  |  |                                    |                                    |                                    |
|                                      |                                      |                                      |    | Kiel Baltic Hurricanes | 53                                |                                   |                                   |  |  |                                    |                                    |                                    |
|                                      | 1S                                   | Schw. Hall Unicorns                  | 56 |                        |                                   |                                   |                                   |  |  |                                    |                                    |                                    |
| 1S                                   | 1S                                   | Schw. Hall Unicorns                  | 56 | Schw. Hall Unicorns    | 41                                |                                   |                                   |  |  |                                    |                                    |                                    |
| 1S                                   |                                      |                                      |    | Schw. Hall Unicorns    | 41                                |                                   |                                   |  |  |                                    |                                    |                                    |
| 4N                                   | Düsseldorf Panther                   | 25                                   |    |                        |                                   |                                   |                                   |  |  |                                    |                                    |                                    |
| 4N                                   | Düsseldorf Panther                   | 25                                   | 1S | Schw. Hall Unicorns    | 38                                |                                   |                                   |  |  |                                    |                                    |                                    |
|                                      |                                      |                                      | 1S | Schw. Hall Unicorns    | 38                                |                                   |                                   |  |  |                                    |                                    |                                    |
|                                      | 2N                                   | Berlin Adler                         | 21 |                        |                                   |                                   |                                   |  |  |                                    |                                    |                                    |
| 2N                                   | 2N                                   | Berlin Adler                         | 21 | Berlin Adler           | 35                                |                                   |                                   |  |  |                                    |                                    |                                    |
| 2N                                   |                                      |                                      |    | Berlin Adler           | 35                                |                                   |                                   |  |  |                                    |                                    |                                    |
| 3S                                   | Marburg Mercenaries                  | 21                                   |    |                        |                                   |                                   |                                   |  |  |                                    |                                    |                                    |

#### Viertelfinale
|                                    |                                       |  |                      |                           |                  |  |                                                |
|                                    | Mannheim 22. September 2012 16:00 Uhr |  | Rhein-Neckar Bandits | \| \| 19 : 31 \| \| \| \| | Dresden Monarchs |  | MTG-Stadion Zuschauer: 1.150 Referee: Schrader |
| (7:7, 0:7, 6:3, 6:14) Spielbericht | Mannheim 22. September 2012 16:00 Uhr |  | Rhein-Neckar Bandits |                           | Dresden Monarchs |  | MTG-Stadion Zuschauer: 1.150 Referee: Schrader |
|                                    | 19 : 31                               |  |                      |                           |                  |  |                                                |
|                                    |                                       |  |                      |                           |                  |  |                                                |

|                                      |                                              |  |                          |                           |                    |  |                                                   |
|                                      | Schwäbisch Hall 22. September 2012 16:00 Uhr |  | Schwäbisch Hall Unicorns | \| \| 41 : 25 \| \| \| \| | Düsseldorf Panther |  | Hagenbachstadion Zuschauer: 1.800 Referee: Stehle |
| (6:0, 6:10, 14:7, 15:8) Spielbericht | Schwäbisch Hall 22. September 2012 16:00 Uhr |  | Schwäbisch Hall Unicorns |                           | Düsseldorf Panther |  | Hagenbachstadion Zuschauer: 1.800 Referee: Stehle |
|                                      | 41 : 25                                      |  |                          |                           |                    |  |                                                   |
|                                      |                                              |  |                          |                           |                    |  |                                                   |

|                                     |                                     |  |              |                           |                     |  |                                                                       |
|                                     | Berlin 22. September 2012 18:00 Uhr |  | Berlin Adler | \| \| 35 : 21 \| \| \| \| | Marburg Mercenaries |  | Friedrich-Ludwig-Jahn-Sportpark Zuschauer: 1.202 Referee: Voigtländer |
| (7:0, 7:0, 14:7, 7:14) Spielbericht | Berlin 22. September 2012 18:00 Uhr |  | Berlin Adler |                           | Marburg Mercenaries |  | Friedrich-Ludwig-Jahn-Sportpark Zuschauer: 1.202 Referee: Voigtländer |
|                                     | 35 : 21                             |  |              |                           |                     |  |                                                                       |
|                                     |                                     |  |              |                           |                     |  |                                                                       |

|                                       |                                   |  |                        |                           |                     |  |                                                      |
|                                       | Kiel 23. September 2012 15:00 Uhr |  | Kiel Baltic Hurricanes | \| \| 70 : 22 \| \| \| \| | Stuttgart Scorpions |  | Holstein-Stadion Zuschauer: 2.966 Referee: Schwieger |
| (6:0, 27:7, 14:0, 23:15) Spielbericht | Kiel 23. September 2012 15:00 Uhr |  | Kiel Baltic Hurricanes |                           | Stuttgart Scorpions |  | Holstein-Stadion Zuschauer: 2.966 Referee: Schwieger |
|                                       | 70 : 22                           |  |                        |                           |                     |  |                                                      |
|                                       |                                   |  |                        |                           |                     |  |                                                      |

#### Halbfinale
|                                       |                                              |  |                          |                           |              |  |                                                    |
|                                       | Schwäbisch Hall 29. September 2012 15:00 Uhr |  | Schwäbisch Hall Unicorns | \| \| 38 : 21 \| \| \| \| | Berlin Adler |  | Hagenbachstadion Zuschauer: 2.200 Referee: Fischer |
| (14:0, 10:14, 0:7, 14:0) Spielbericht | Schwäbisch Hall 29. September 2012 15:00 Uhr |  | Schwäbisch Hall Unicorns |                           | Berlin Adler |  | Hagenbachstadion Zuschauer: 2.200 Referee: Fischer |
|                                       | 38 : 21                                      |  |                          |                           |              |  |                                                    |
|                                       |                                              |  |                          |                           |              |  |                                                    |

|                                |                                   |  |                        |                           |                  |  |                                                |
|                                | Kiel 30. September 2012 15:00 Uhr |  | Kiel Baltic Hurricanes | \| \| 35 : 14 \| \| \| \| | Dresden Monarchs |  | Kilia-Platz Zuschauer: 2.356 Referee: Schlundt |
| (14:14, 7:0, 7:0) Spielbericht | Kiel 30. September 2012 15:00 Uhr |  | Kiel Baltic Hurricanes |                           | Dresden Monarchs |  | Kilia-Platz Zuschauer: 2.356 Referee: Schlundt |
|                                | 35 : 14                           |  |                        |                           |                  |  |                                                |
|                                |                                   |  |                        |                           |                  |  |                                                |

#### German Bowl
|                                         |                                   |  | German Bowl XXXIV        |                           |                        |  |                                                                  |
|                                         | Berlin 13. Oktober 2012 18:00 Uhr |  | Schwäbisch Hall Unicorns | \| \| 56 : 53 \| \| \| \| | Kiel Baltic Hurricanes |  | Friedrich-Ludwig-Jahn-Sportpark Zuschauer: 11.242 Referee: Sauer |
| (10:7, 17:17, 11:21, 18:8) Spielbericht | Berlin 13. Oktober 2012 18:00 Uhr |  | Schwäbisch Hall Unicorns |                           | Kiel Baltic Hurricanes |  | Friedrich-Ludwig-Jahn-Sportpark Zuschauer: 11.242 Referee: Sauer |
|                                         | 56 : 53                           |  |                          |                           |                        |  |                                                                  |
|                                         |                                   |  |                          |                           |                        |  |                                                                  |